# 嵐莉菜
嵐 莉菜（あらし りな、2004年5月3日 - ）は、日本のタレント、モデル。『ViVi』専属モデル。テンカラット所属。
2019年、本名のリナ・カーフィザデーから改名。

## 経歴
母親が日本人とドイツ人のハーフ、父親が日本国籍を取得したイラクやロシアにルーツを持つ元イラン人。母方は広島県出身。妹と弟がいる。
2016年1月に放送された『メイドインジャパン!』（TBSテレビ）に妹・リリとともに登場して話題となり、同年9月の放送回にも登場した。
2018年4月6日発売の『ヤングガンガン』（スクウェア・エニックス）の巻末グラビアに登場。
2019年、稲川素子事務所からテンカラットに移籍するとともに改名。姓の「嵐」は父親の名前（アラシ・カーフィザデー）から取った。同年11月、ミスiD2020グランプリ受賞。
2020年5月23日、この日発売されたファッション誌『ViVi』7月号（講談社）から、同誌の専属モデルを務めることとなった。
2022年2月、主演映画『マイスモールランド』（クルド難民役で実父・妹・弟と共に出演）が、第72回ベルリン国際映画祭において「アムネスティ国際映画賞スペシャル・メンション（特別表彰）」を授与された。10月、同作が正式招待された第27回釜山国際映画祭のオープニングセレモニーで初めてのレッドカーペットを歩いた。

## 出演

### ファッションショー
- 東京ガールズコレクション
  - 第37回 マイナビ 東京ガールズコレクション 2023 AUTUMN／WINTER（2023年9月2日、さいたまスーパーアリーナ）[12]
  - CREATEs presents TGC KITAKYUSHU 2023 by TOKYO GIRLS COLLECTION（2023年10月7日、西日本総合展示場新館）[13]
  - 麻生専門学校グループ presents TGC KUMAMOTO 2024 by TOKYOGIRLS COLLECTION（2024年4月13日、グランメッセ熊本）[14]
  - TGC MATSUYAMA 2024 by TOKYO GIRLS COLLECTION（2024年7月13日、愛媛県武道館）[15]

### テレビドラマ
- マイスモールランド（2022年3月24日、NHK BS1）- 主演・チョーラク・サーリャ 役[16]
- 18/40〜ふたりなら夢も恋も〜（2023年7月11日 - 9月12日、TBS） - 光峯綾香 役[17]
- ACMA:GAME アクマゲーム（2024年4月7日 - 6月9日、日本テレビ） - 式部紫 役[18][19]
  - ACMA:GAME アクマゲーム ワールドエンド（2024年10月25日、日本テレビ）[20]
- 大富豪同心スペシャル（2024年12月28日、NHK BSプレミアム4K / 12月29日、NHK BS） - アレイサ 役[21][22]
- ちはやふる-めぐり-（2025年7月9日 - 、日本テレビ） - 村田千江莉 役[23][24][25]

### その他のテレビ番組
- Google Pixel presents ANOTHER SKY（2025年7月19日、日本テレビ）訪問地：ドイツ[26]

### 映画
- マイスモールランド（2022年5月6日、バンダイナムコアーツ） - 主演・チョーラク・サーリャ 役[27]
- 劇場版 ACMA:GAME 最後の鍵（2024年10月25日、東宝） - 式部紫 役[28]
- 少年と犬（2025年3月20日、東宝） - アーヤ 役[29][30]

### CM・広告
- ブルボン お菓子アイス「ホワイトロリータアイス」（2022年2月 - ） - ビジュアルモデル[31]
- P&G「レノアリセット」（2022年10月 - ） - 滝藤賢一と共演[32]

## 受賞歴
- 第45回山路ふみ子映画賞 新人女優賞（『マイスモールランド』）[33]
- 第47回報知映画賞 新人賞（『マイスモールランド』）[34][35]
- 第36回高崎映画祭 最優秀新人俳優賞（『マイスモールランド』）[36]
- 第77回毎日映画コンクール スポニチグランプリ新人賞（『マイスモールランド』）[37]
- 第96回キネマ旬報ベスト・テン 新人女優賞（『マイスモールランド』）[38]
- おおさかシネマフェスティバル2023 新人女優賞『マイスモールランド』[39]